# Série des pièces américaines de 1 dollar Sacagawea
Vous lisez un « bon article » labellisé en 2023.
La pièce de 1 dollar Sacagawea (également connue sous le nom de « dollar doré ») est une pièce de monnaie américaine introduite en 2000, mais qui n'est pas frappée pour la circulation entre 2002 et 2008, puis à nouveau à partir de 2012, en raison de son impopularité auprès du public et de la faible demande des entreprises pour cette pièce. Elle a un noyau en cuivre recouvert de laiton au manganèse, ce qui lui donne une couleur dorée caractéristique. L'avers est l'œuvre de Glenna Goodacre. De 2000 à 2008, le revers est orné d'un aigle dessiné par Thomas D. Rogers. Depuis 2009, le revers est modifié chaque année, chaque dessin de la série représentant un aspect différent des cultures amérindiennes. Ces pièces sont commercialisées sous le nom de « dollars amérindiens ».
Le dollar Sacagawea est introduit pour remplacer le dollar Susan B. Anthony, qui s'est avéré utile pour les opérateurs de distributeurs automatiques et les transports en commun, bien qu'il soit impopulaire auprès de la population. La statue de la Liberté est d'abord proposée comme sujet, mais c'est finalement Sacagawea, la guide shoshone de l'expédition Lewis et Clark, qui est choisie.
La nouvelle pièce fait l'objet d'un important battage publicitaire par la Monnaie américaine dans une série de publicités imprimées, radiophoniques et télévisées, ainsi que dans le cadre de partenariats avec Walmart et Cheerios. Une série de publicités télévisées montre que le dollar Sacagawea est soutenu par George Washington, qui, dans un contexte actuel, utilise la pièce à des endroits tels que les postes de péage et les salles de jeux vidéo. Cependant, elle ne rencontre pas le succès escompté auprès du public et les tirages chutent fortement au cours de la deuxième année. La production se poursuit, de 2007 à 2016, parallèlement à celle des dollars présidentiels américains. En 2012, le tirage est réduit de plus de 90 %, tout comme celui des dollars présidentiels, encore moins populaires, en raison d'importants stocks de pièces inutilisées de cette série.
La Monnaie prévoit d'émettre également le modèle Sacagawea en or 22 carats, mais cette idée est rapidement abandonnée après que le Congrès ait remis en cause le droit de la Monnaie à frapper la pièce, celle-ci conserve la propriété des quelques pièces de ce type. Peu après la production initiale du dollar, il est remarqué que quelques pièces d'un dollar sont frappées par erreur avec l'avers d'un state quarter et le revers prévu.

## Contexte
En 1977, en raison de la faible circulation de l'encombrant dollar Eisenhower, il est décidé qu'une pièce d'un dollar plus petite pourrait être préférable et s'avérer plus utile pour la population,. Le 26 septembre 1978, le Congrès approuve une loi prévoyant la frappe d'une pièce d'un dollar plus petit, représentant Susan B. Anthony, une importante suffragette américaine,. Ces nouveaux dollars s'avèrent également impopulaires, en grande partie en raison de leur similitude par leur taille et leur composition métallique avec le quart de dollar,. Étant donné le peu d'intérêt suscité par cette pièce, la plupart d'entre elles sont placées dans les coffres de la Monnaie des États-Unis et de la Réserve fédérale dans tout le pays, et la frappe cesse après 1981.

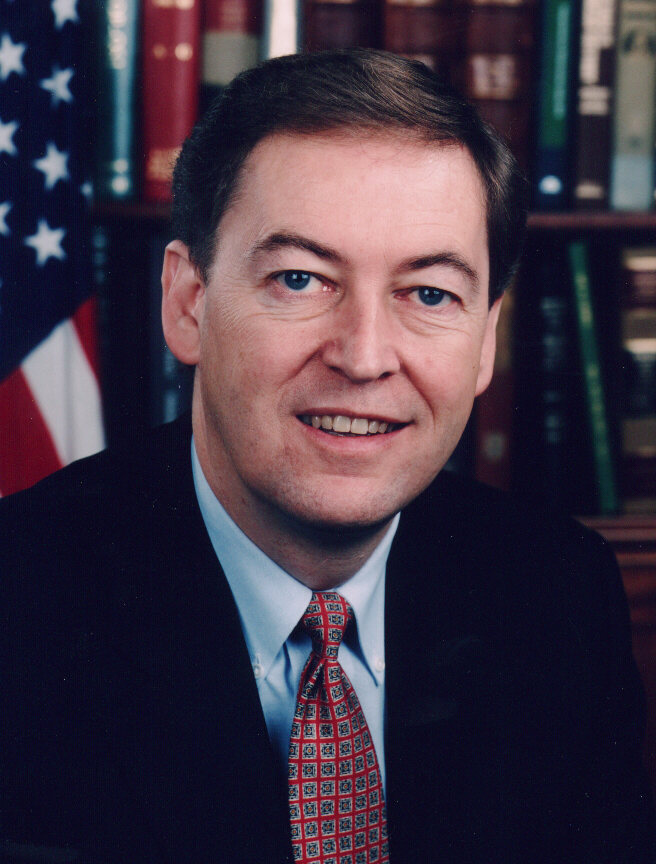
Rod Grams, sénateur du Minnesota, présente au Sénat un projet de loi visant à créer une nouvelle pièce d'un dollar.

Malgré leur manque de popularité initial, au milieu des années 1990, les réserves de dollars Anthony du Trésor commencent à diminuer en raison de leur utilisation généralisée dans les distributeurs automatiques — dont plus de 9 000 machines à timbres situées dans les bureaux de poste à travers les États-Unis — et de leur utilisation croissante dans les transports dans tout le pays,. À partir de 1997, plusieurs projets de loi sont présentés au Congrès dans le but de reprendre la frappe des pièces d'un dollar, mais de petite taille, afin de répondre à la demande. Le 20 mars de cette année-là, Jim Kolbe, représentant républicain de l'Arizona, présente un projet de loi demandant la frappe d'un plus grand nombre de pièces d'un dollar. Quatre mois plus tard, le 24 juillet, le représentant républicain Michael Castle du Delaware, membre de la sous-commission de la Chambre des représentants chargée de la politique monétaire nationale et internationale, dépose également un projet de loi demandant que la statue de la Liberté soit le sujet du dessin. Le 21 octobre, Rod Grams, républicain du Minnesota, présente au Sénat un projet de loi prévoyant également la frappe d'une nouvelle pièce de un dollar. La législation finale autorisant la conception et la production d'une nouvelle pièce de un dollar est basée sur le projet de loi de Grams. Le 21 octobre également, lors d'une audition devant la sous-commission des services financiers de la Chambre des représentants chargée de la politique monétaire nationale et internationale, du commerce et de la technologie, des représentants du département du Trésor apportent leur soutien à la création d'une nouvelle pièce de un dollar, recommandant qu'elle soit de couleur or et qu'elle ait une tranche distinct, afin qu'elle puisse être facilement distinguée du quart de dollar. Au cours de cette audition, Philip N. Diehl, alors directeur de la Monnaie, estime qu'il faudrait trente mois pour lancer la production de la nouvelle pièce.
Le Sénat des États-Unis approuve la législation idoine le 9 novembre 1997, la Chambre des représentants fait de même le 13 novembre. Le 1er décembre, le président Bill Clinton signe le 50 States Commemorative Coin Program Act, qui devient la Public Law 105-124. La section 4 de la loi, intitulée United States $1 Coin Act of 1997, prévoit la frappe d'une nouvelle pièce de un dollar : « La pièce d'un dollar sera de couleur dorée, aura une tranche distinctive et des caractéristiques tactiles et visuelles qui rendront la dénomination de la pièce facilement perceptible ». La loi autorise également le secrétaire au Trésor à reprendre la production du dollar Susan B. Anthony pour répondre à la demande de pièces de un dollar jusqu'à ce que la production du nouveau dollar doré puisse commencer. Au total, plus de 41 millions de dollars Susan B. Anthony sont frappés avec la date de 1999.

## Dessin

### Sélection

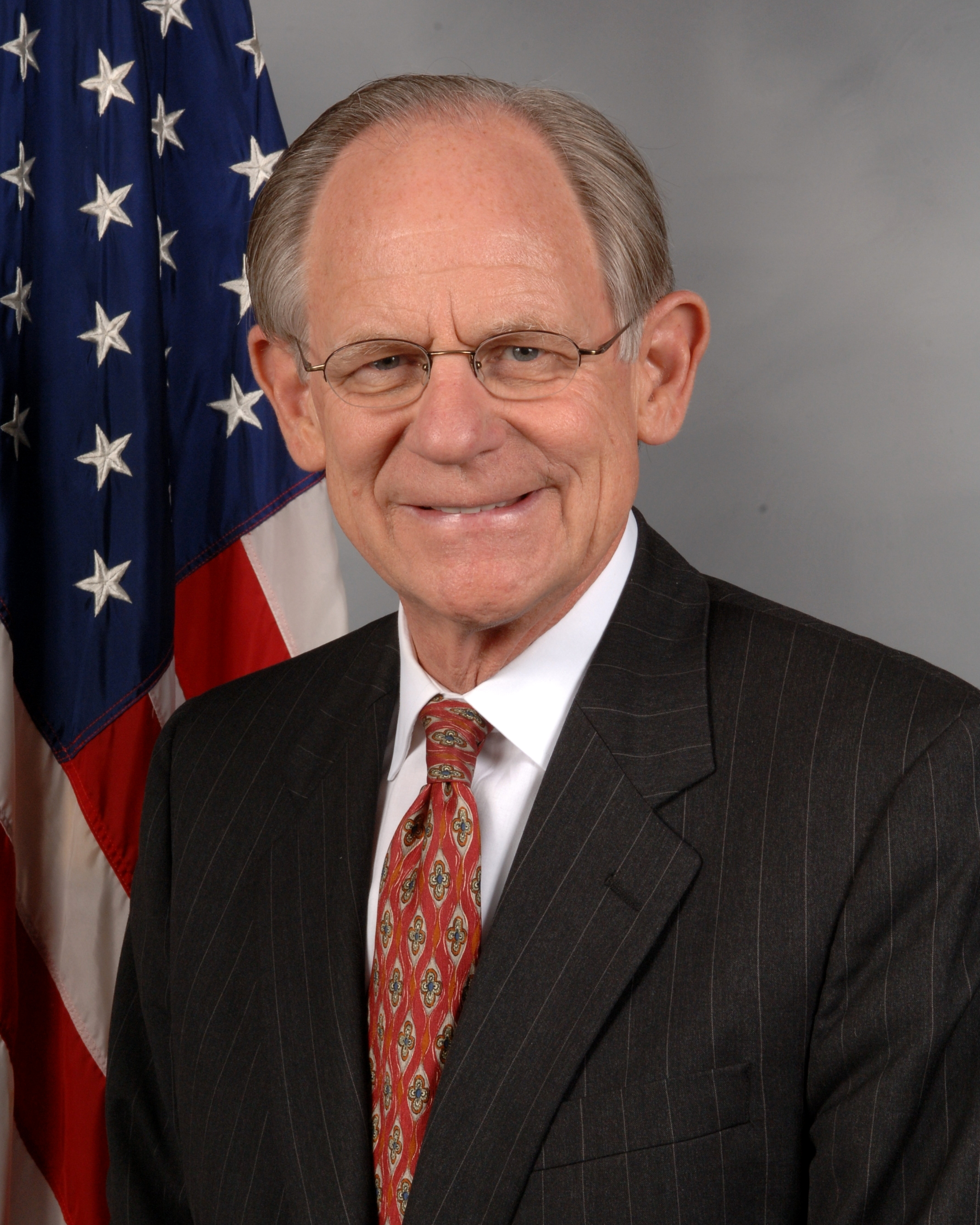
Michael Castle, représentant du Delaware, préfère le motif avec la statue de la Liberté, plus appréciée, à celui de Sacagawea pour la pièce d'un dollar.

Bien que la loi de 1997 exige un changement de composition et de tranche, elle ne dit pas ce qui doit figurer sur la pièce. Pour le déterminer, le secrétaire au Trésor Robert Rubin nomme un comité consultatif sur le dessin de la pièce de 1 dollar, composé de neuf membres. Rubin, qui a le pouvoir de choisir le dessin de la pièce en tant que secrétaire au Trésor, spécifie que ce doit être une ou plusieurs femmes et qu'elle ne peut pas représenter de personne vivante. Le comité est présidé par Philip N. Diehl, un rôle qui ne lui donne pas de droit de vote sur les dessins. Le comité se réunit à Philadelphie en juin 1998, examine dix-sept concepts soumis par des membres du public et d'autres suggestions reçues par téléphone, par courrier et par courrier électronique. Le 9 juin 1998, il recommande Sacagawea, la guide shoshone de l'expédition Lewis et Clark, pour le dessin de la nouvelle pièce. Malgré le choix de Sacagawea par la commission, Michael Castle plaide pour que la statue de la Liberté soit représentée sur la pièce, conformément à son précédent projet de loi. Dans une lettre adressée à la Chambre des représentants, Castle explique son objection en déclarant que « l'objectif de la création d'une nouvelle pièce d'un dollar est de la rendre plus distinctive grâce à un dessin populaire qui encouragerait le public à l'utiliser plus largement ». Entre le 18 et le 22 novembre 1998, le General Accounting Office réalise un sondage pour le compte de Castle. L'objet de ce sondage est de déterminer le dessin que le public trouverait le plus souhaitable. Au total, 65 % des personnes interrogées préfèrent la statue de la Liberté, 27 % Sacagawea, 2 % estiment que l'une ou l'autre est acceptable, 3 % déclarent qu'aucune des deux n'est acceptable, et 3 % n'ont pas d'opinion. Malgré le désaccord de Castle, c'est finalement Sacagawea qui est choisie comme sujet de la pièce,.

### Premier motif (2000–2008)
Des invitations sont envoyées à 23 artistes, avec des directives sur ce que leurs dessins doivent représenter. L'avers doit représenter Sacagawea et le revers un aigle symbolisant la paix et la liberté. Une autre directive demande aux artistes « d'être sensibles à l'authenticité culturelle et d'essayer d'éviter de créer une représentation d'un visage européen classique dans une coiffure amérindienne »,. En novembre et décembre 1998, des membres de la communauté amérindienne, des enseignants, des numismates, des historiens, des membres du Congrès, divers fonctionnaires et d'autres personnes sont invités par la Monnaie des États-Unis à examiner les dessins proposés. Six dessins d'avers et sept dessins de revers sont initialement sélectionnés pour un examen plus approfondi,.
Après une série de sondages et de groupes de discussion, trois dessins pour l'avers et quatre pour le revers sont retenus comme finalistes. La Monnaie reçoit environ 90 000 courriels concernant le processus de sélection des dessins. En réponse à la grande quantité de commentaires générés, Philip N. Diehl déclare qu'Internet « nous a permis de mener un programme de sensibilisation du public d'une ampleur sans précédent afin de mesurer les opinions sur les dessins ». Les sept dessins sélectionnés sont transmis à la Commission des beaux-arts des États-Unis, qui choisit un avers représentant Sacagawea avec son fils Jean-Baptiste Charbonneau, tel que conçu par la sculptrice Glenna Goodacre, qui a choisi Randy'L He-dow Teton comme modèle pour Sacagawea afin d'aider l'artiste à saisir les traits d'une jeune femme amérindienne, car aucun portrait contemporain connu de la guide n'existe. La représentation de Jean-Baptiste Charbonneau, le fils en bas âge de Sacagawea, est partiellement modelée d'après Adam Scholz, âgé d'un an, avec l'aide de son père, Peter Scholz. L'enfant est représenté sur le dos de Sacagawea, selon la coutume Hidatsa. Le revers choisi, conçu par le sculpteur-graveur de la Monnaie Thomas D. Rogers, représente un aigle en plein vol.

### Nouveau motif avec les peuples amérindiens (depuis 2009)
Le 20 septembre 2007, le président George W. Bush signe la loi Pub.L. 110-82, connue sous le nom de « Native American $1 Coin Act »,. Cette loi précise notamment que la pièce d'un dollar doit représenter « des images célébrant les contributions importantes des tribus indiennes et des Amérindiens au développement des États-Unis et à l'histoire de ce pays »,. La loi prévoit également la suppression de la date sur l'avers et de la mention « E PLURIBUS UNUM » sur le revers de la pièce, au profit d'un ajout sur la tranche. À cette époque, le différent est également déplacé sur la tranche.
Le programme exige que le revers du dollar représente un nouveau dessin chaque année. Afin de déterminer le motif à représenter sur les pièces, des représentants de la Commission des affaires indiennes du Sénat des États-Unis, du Native American Caucus et du National Congress of American Indians (en), les organisations consultatives du programme, désignent un agent de liaison auprès de la Monnaie des États-Unis. Entre douze et quinze thèmes sont sélectionnés après consultation du National Museum of the American Indian et de la Smithsonian Institution. À ce stade, les organisations consultatives fournissent à la Monnaie des commentaires écrits sur les thèmes. Les suggestions sont ensuite envoyées au comité consultatif des citoyens sur les pièces de monnaie (Citizens Coinage Advisory Committee ou CCAC), où un thème est recommandé. Après examen des recommandations et des commentaires des organisations participantes, le thème choisi est finalisé et des modèles sont produits pour le représenter. Une fois les dessins créés, les organisations consultantes et le National Museum of the Native American sont consultés, et les dessins sont envoyés au Citizens Coinage Advisory Committee pour approbation. Sur la base de tous les commentaires et recommandations reçus, la Monnaie sélectionne un modèle final qui est recommandé au Secrétaire du Trésor pour approbation.
La première pièce de la série Native American, émise en 2009 a pour sujet la propagation de l'agriculture des trois sœurs. Elle représente une Amérindienne plantant des graines dans un champ peuplé de maïs, de haricots et de courges. Le motif choisi pour le revers de 2010 représente la ceinture de Hiawatha entourant cinq flèches à pointe de pierre, le sujet du dessin est l'arbre de la paix (en). Le revers du dollar 2011 représente les mains du sachem suprême Ousamequin et du gouverneur de la colonie de Plymouth John Carver tenant un calumet de cérémonie, le thème de la pièce est celui des traités conclus avec les nations tribales. Le thème du revers du dollar 2012 est « Les routes commerciales du XVIIe siècle » et le dessin représente le profil d'un homme amérindien et d'un cheval au premier plan et un groupe de chevaux au galop à l'arrière-plan. Le dollar 2013, qui rend hommage au traité conclu avec les Lenapes en 1778, marque le premier accord officiel entre les États-Unis et une tribu indigène. Le dessin représente une dinde, un loup hurlant et une tortue, tous emblématiques de la culture lenape. En 2014, un homme amérindien est représenté tenant un calumet cérémoniel tandis que sa femme tient une assiette remplie de provisions comprenant du poisson, du maïs, des racines et des calebasses. À l'arrière-plan, l'image stylisée de la boussole de William Clark affiche « NW » pour « nord-ouest ». Le dollar de 2015 représente des monteurs mohawks, en hommage à la contribution des monteurs mohawks de Kahnawake et d'Akwesasne à la construction des gratte-ciel de la ville de New York. Le revers de la pièce de 2016 commémore les code talkers des deux guerres mondiales. Le dessin représente le casque Brodie de la Première Guerre mondiale, le casque M1 de la Seconde Guerre mondiale et deux plumes formant un V, symbole de la victoire, de l'unité et de l'importance du rôle des code talkers. Sequoyah, l'inventeur du syllabaire cherokee, est représenté sur le revers du dollar 2017 et Jim Thorpe sur celui du dollar 2018. En mars 2018, le CCAC recommande des thèmes de conception pour le dollar jusqu'en 2024. Le sujet du dollar 2019 est « Les Indiens d'Amérique dans le programme spatial », et il représente Mary G. Ross et John Herrington. Le dollar 2020 est créé pour célébrer le 75e anniversaire de la loi anti-discrimination de 1945 en Alaska et représente Elizabeth Peratrovich, membre de la nation Tlingit et défenseur des droits civiques en Alaska. Le dollar 2021 représente les Amérindiens dans le service militaire américain de 1775 à nos jours. Le dessin comporte deux plumes d'aigle et cinq étoiles représentant les cinq branches de l'armée américaine. La pièce 2022 rend hommage à Ely Samuel Parker. Bien que le dollar 2023 soit initialement destiné à honorer Charles Alexander Eastman, la pièce mise en circulation commémore finalement Maria Tallchief, la célèbre ballerine. Le revers du dollar 2024 célèbre le 100e anniversaire de l'Indian Citizenship Act de 1924 (également connu sous le nom de Snyder Act),.  Mary Kawena Pukui, érudite, auteure, compositrice, experte en hula et éducatrice hawaïenne est mise à l'honneur en 2025, sur une pièce réalisé par Christina Hess.

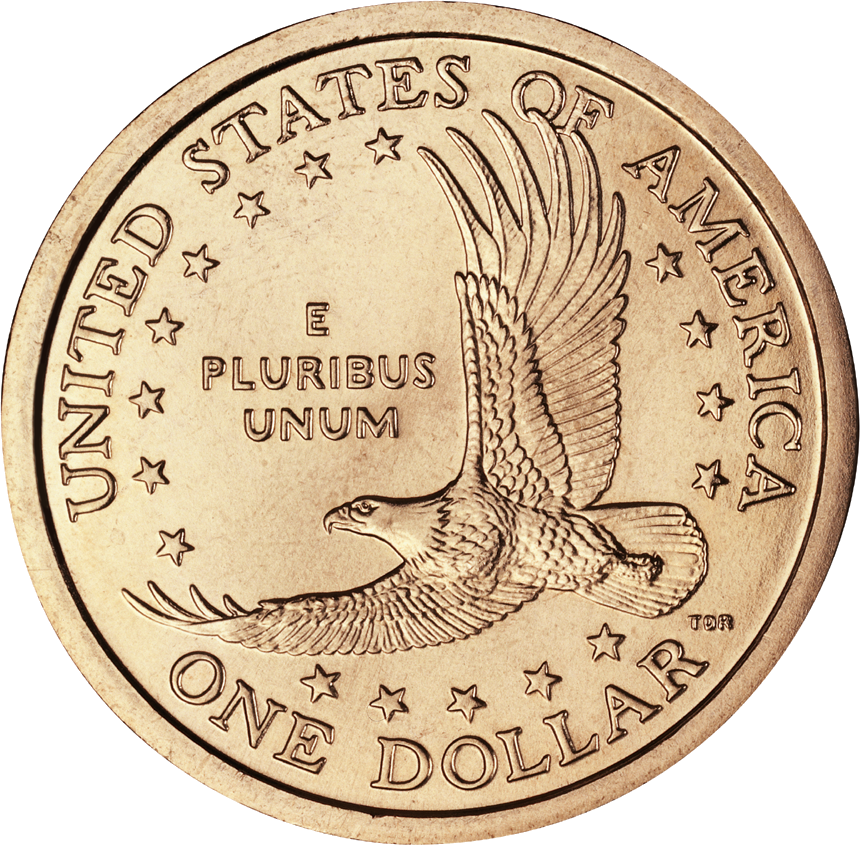
Revers de 2000 à 2008 par Thomas D. Rogers.
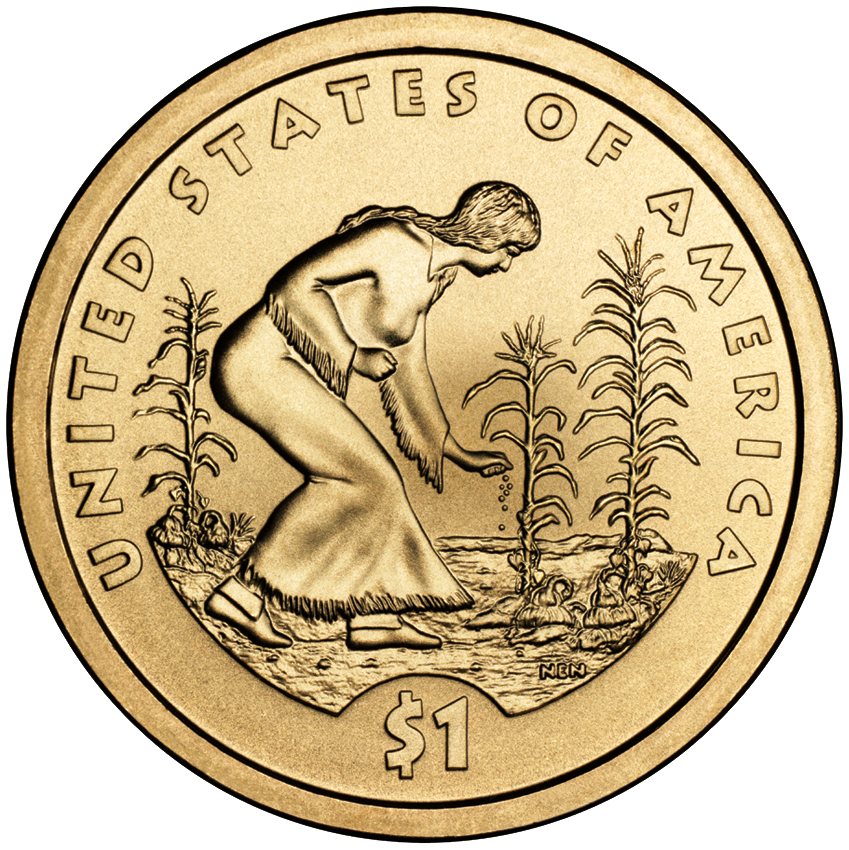
Revers 2009 de Norman Nemeth rend hommage à la diffusion de l'agriculture des trois sœurs.
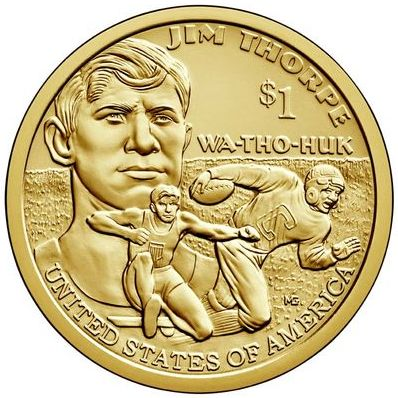
Revers 2018 de Michael Gaudioso représentant Jim Thorpe.
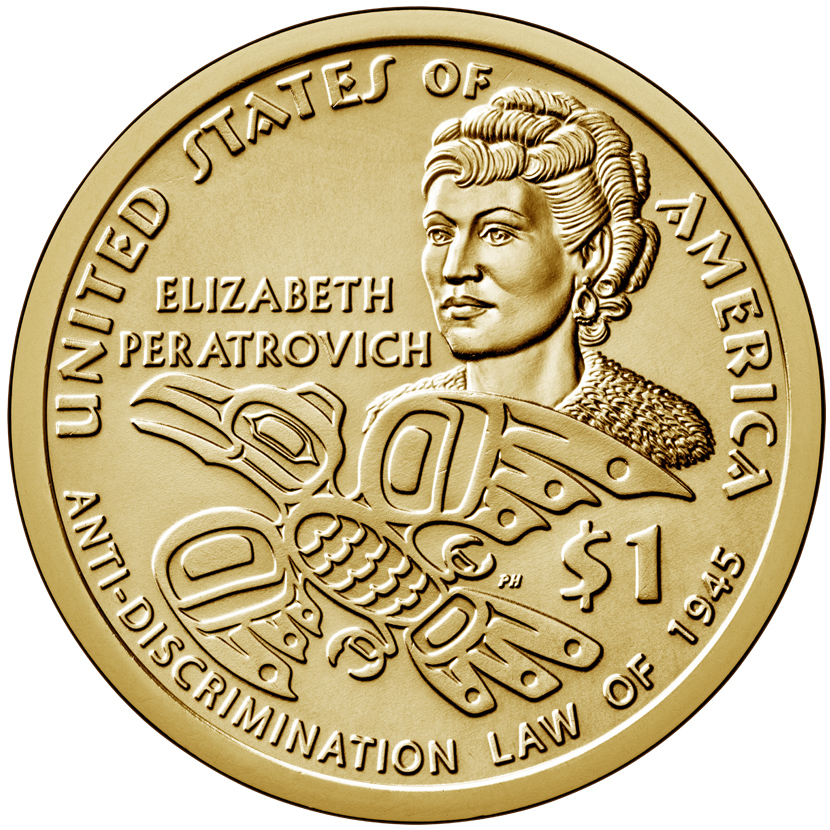
Revers de 2020, conçu par Phebe Hemphill, représentant Elizabeth Peratrovich.

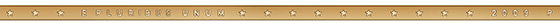
Lettrage de la tranche, depuis 2009
✭ ✭ ✭ E PLURIBUS UNUM ✭ ✭ ✭ ✭ ✭ ✭ ✭ ✭ ✭ ✭ (date) (différent)

| \| 1 dollar Sacagawea \| | \| 1 dollar Sacagawea \| | \| 1 dollar Sacagawea \| | \| 1 dollar Sacagawea \| | \| 1 dollar Sacagawea \| |
| --- | --- | --- | --- | ------------------------ |
| | | | |                          |
| Avers : Effigie de Sacagawea, portant dans son dos, son fils Jean-Baptiste Charbonneau, en dessous de la légende LIBERTY (liberté). À gauche, la légende IN GOD WE TRUST (En dieu nous croyons) et à droite le millésime. | Avers : Effigie de Sacagawea, portant dans son dos, son fils Jean-Baptiste Charbonneau, en dessous de la légende LIBERTY (liberté). À gauche, la légende IN GOD WE TRUST (En dieu nous croyons) et à droite le millésime. | Revers : Pygargue à tête blanche en vol entouré de 17 étoiles, de la légende E PLURIBUS UNUM (De plusieurs, un), de la mention du pays émetteur UNITED STATES OF AMERICA et de la valeur nominale ONE DOLLAR. | Revers : Pygargue à tête blanche en vol entouré de 17 étoiles, de la légende E PLURIBUS UNUM (De plusieurs, un), de la mention du pays émetteur UNITED STATES OF AMERICA et de la valeur nominale ONE DOLLAR. |                          |
| Masse 8,1 g. | Alliage Cu 88,5 %, Zn 6 %, Mn 3,5 %, Ni 2 % | Diamètre 26,5 mm | Épaisseur 2 mm |                          |
| Artiste(s) Glenna Goodacre | Artiste(s) Glenna Goodacre | Tranche | Tranche |                          |
| Millésimes 2000-2008 | | | |                          |
| 1 dollar Sacagawea | | | |                          |

## Production et sortie
Après l'approbation du dessin de l'avers, Glenna Goodacre se rend six fois au département de gravure de la Monnaie de Philadelphie afin de le finaliser. Le dessin du revers de Thomas D. Rogers est également modifié avant le début de la production. Dans sa proposition initiale, un paysage montagneux est représenté sous l'aigle en vol ; il est supprimé et la position d'autres éléments est modifiée avant que Robert Rubin ne donne son approbation. La composition retenue comprend un revêtement de laiton au manganèse (contenant environ 77 % de cuivre, 12 % de zinc, 7 % de manganèse et 4 % de nickel) sur un noyau de cuivre pur. Elle est choisie pour donner à la pièce une couleur dorée distinctive tout en étant électromagnétiquement identique à son prédécesseur, le dollar Susan B. Anthony en cuivre-nickel. La première frappe officielle du dollar Sacagawea a lieu le 18 novembre 1999, lors d'une cérémonie au cours de laquelle des dignitaires et d'autres invités frappent chacun un exemplaire. Les pièces étant frappées avant l'an 2000, il n'est pas légal de les mettre en circulation lors de cette cérémonie. Au lieu de cela, elles sont conservées et envoyées plus tard aux dignitaires qui les ont frappées. La production à grande échelle commence peu après.
Pour son travail de création de l'avers du dollar Sacagawea, Goodacre reçoit une commission de 5 000 dollars ; elle demande à ce qu'elle soit payée en pièces d'un dollar. Celles-ci sont frappées sur des flans spécialement polis pour leur donner une finition unique. Philip Diehl et d'autres dignitaires de la Monnaie les remettent personnellement à Goodacre le 5 avril 2000,. Une finition similaire est utilisée pour les 75 000 dollars 2000-D inclus dans les séries de pièces et de monnaies du millénaire. Peu après la mise en circulation, on s'aperçoit qu'elles ternissent rapidement. En avril 2001, la Monnaie commence à tester un produit de rinçage expérimental destiné à empêcher le ternissement, mais il n'est utilisé que cette année-là.

### Mise en vente
La loi autorisant la pièce d'un dollar prévoit également que le secrétaire au Trésor « adopte un programme visant à promouvoir l'utilisation de ces pièces par les entreprises commerciales, les autorités des transports en commun et les agences gouvernementales fédérales, étatiques et locales ». La campagne publicitaire initiale de la Monnaie, composée d'environ 1 600 publicités télévisées, radiophoniques et imprimées, ainsi que de partenariats avec la chaîne nationale de magasins Walmart et la société General Mills, coûte environ 41 millions de dollars. Les publicités télévisées montrent la tête de George Washington superposée à un corps, interprété par l'acteur Michael Keaton, qui discute des mérites de la nouvelle pièce.
À partir de janvier 2000, la Monnaie commence à envoyer des pièces aux magasins Walmart et Sam's Club à travers le pays afin d'aider à la promotion et à la circulation. Au total, 100 millions de dollars sont envoyés aux magasins dans le cadre de cette promotion. Certains propriétaires de magasins critiquent le partenariat, estimant qu'il est injuste pour les petits détaillants. Diehl répond que « chaque détaillant et établissement commercial a le droit de vendre le Golden Dollar. L'accord de la Monnaie avec Wal-Mart est conçu pour encourager tous les détaillants et les entreprises commerciales du pays à utiliser le nouveau dollar dans leurs transactions quotidiennes ».
À cette époque, la Monnaie entame un partenariat avec la société General Mills, dans le cadre duquel dix millions de boîtes de céréales Cheerios contiennent une pièce de 1 cent Lincoln datée de 2000 comme prix, une boîte sur 2 000 contient un nouveau dollar Sacagawea et une boîte sur 4 400 un certificat échangeable contre 100 dollars Sacagawea. Il est découvert par la suite, et confirmé en 2005, que les dollars inclus dans les 2 000 boîtes sont en fait des premières frappes, différant de celles finalement émises pour la circulation par le nombre de plumes de la queue sur l'aigle,. Environ 5 500 de ces pièces sont incluses dans les boîtes de céréales. On connaît beaucoup moins de ces dollars, car beaucoup ont pu être dépensés et mis en circulation. Des analyses ultérieures montrent également qu'un nombre indéterminé d'entre eux a le revers normal du revers 2000 plutôt que ce que les collectionneurs appellent « les plumes de la queue améliorées » du revers de 1999. Ainsi, le fait qu'une pièce provienne d'une boîte de céréales ne garantit pas qu'il s'agisse de la variété rare.

### Pièces en or

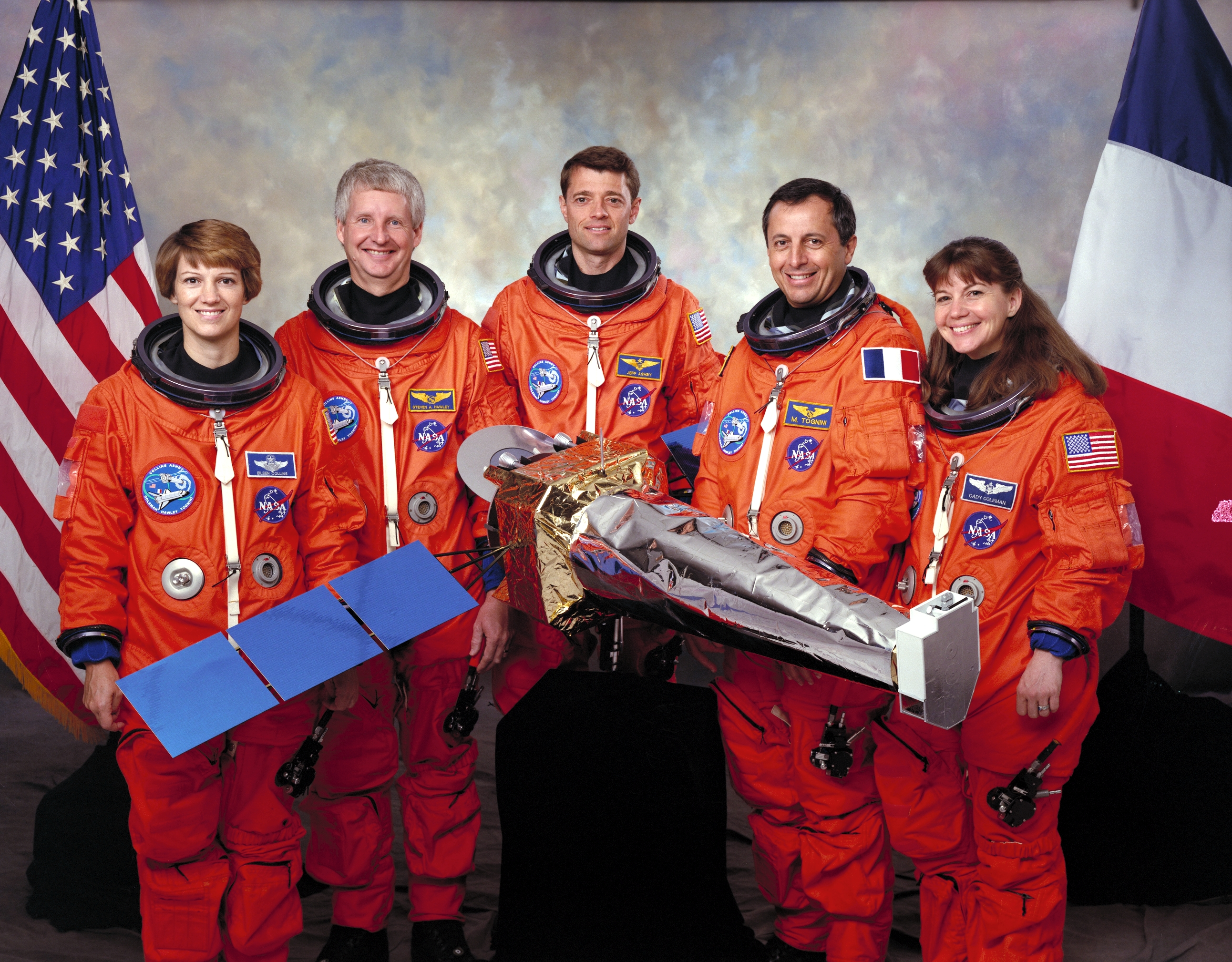
Equipage de la navette spatiale Columbia pour la mission STS-93, au cours de laquelle douze dollars Sacagawea en or sont envoyés dans l'espace.

En 1999, la Monnaie frappe un certain nombre de dollars Sacagawea en or fin .9167 (22 carats). Lors de la production initiale, les pièces sont libellées à cinq dollars afin d'aider le public à les distinguer de leurs homologues en circulation. L'objectif est de vendre des versions en or des pièces aux collectionneurs. Le 20 mars, ce projet est interrompu lorsque certains membres du Congrès remettent en question l'autorité des responsables de la Monnaie pour frapper les pièces dans une composition différente de celle qui est déjà autorisée. La production à grande échelle n'a jamais lieu, même si la Monnaie maintient qu'elle est habilitée à le faire, car les pièces sont considérées comme des objets numismatiques et non comme des pièces de monnaie ordinaires. Des pièces d'or similaires sont également frappées, cette fois avec la valeur nominale d'un dollar et la marque d'atelier « W » de la Monnaie de West Point (bien qu'elles soient en fait frappées à Philadelphie). Au total, 39 pièces de ce type sont frappées, dont douze sont jugées de bonne qualité, les autres étant détruites. Contrairement aux pièces de cinq dollars, les pièces d'un dollar sont frappées pour commémorer le vol historique de la navette spatiale Columbia en juillet 1999, selon l'ancien directeur de la Monnaie, Edmund C. Moy. Les douze dollars en or qui survivent sont envoyés dans l'espace à bord de Columbia lors de la mission STS-93 en juillet 1999. Après le retour de la navette, les pièces sont stockées à Fort Knox, où elles restent jusqu'en 2007, date à laquelle elles sont exposées à l'exposition mondiale de la monnaie de l'American Numismatic Association à Milwaukee, dans le Wisconsin. Après l'événement, les pièces retournent à Fort Knox, mais la Monnaie prévoit de les prêter à divers musées à travers le pays.

### Erreurs de frappe
En mai 2000, une pièce erronée portant l'avers George Washington d'un quart de dollar et le revers de l'aigle d'un dollar Sacagawea est découverte dans un rouleau de pièces d'un dollar acheté dans une banque de Mountain Home, en Arkansas. Cette pièce non datée, connue sous le nom de double-denomination mule, est la première de onze découvertes et authentifiées. Les responsables de la Monnaie estiment que les pièces, qui portent le différent « P » pour Philadelphie, sont frappées entre la fin avril et le début mai 2000,. Elles sont produites sur des flans pour pièces d'un dollar revêtues de bronze au manganèse, et non sur ceux pour pièces de vingt-cinq cents revêtues de cuivre-nickel.
À la suite de la découverte initiale, un bac contenant plusieurs milliers de pièces comportant l'erreur est saisi à la Monnaie de Philadelphie et toutes les pièces qu'il contient sont fondues. Certaines des pièces qui ont été libérées sont finalement retrouvées dans une installation d'emballage près de Philadelphie,. Les employés reçoivent pour instruction de surveiller les pièces ; celles qui sont trouvées sont remises à l'hôtel des monnaies.
Une enquête fédérale ultérieure sur l'incident révèle que les pièces avec l'erreur ont été frappées accidentellement, mais deux anciens employés de la Monnaie sont reconnus coupables d'avoir vendu certains des dollars, ce qui entraîne des peines d'emprisonnement et des amendes pour les deux personnes. En 2002, les responsables de la Monnaie annoncent que deux des dix pièces signalées à l'époque sont entrées en circulation par des voies légales, mais que les huit autres sont d'origine douteuse et peuvent être saisies.
En 2018, quatorze des dix-huit pièces connues, y compris celle initialement découverte en Arkansas, appartiennent à un collectionneur du Nouveau-Mexique, Tommy Bolack, qui a notamment déboursé 192 000 dollars pour la dix-septième pièce découverte.

## Réception

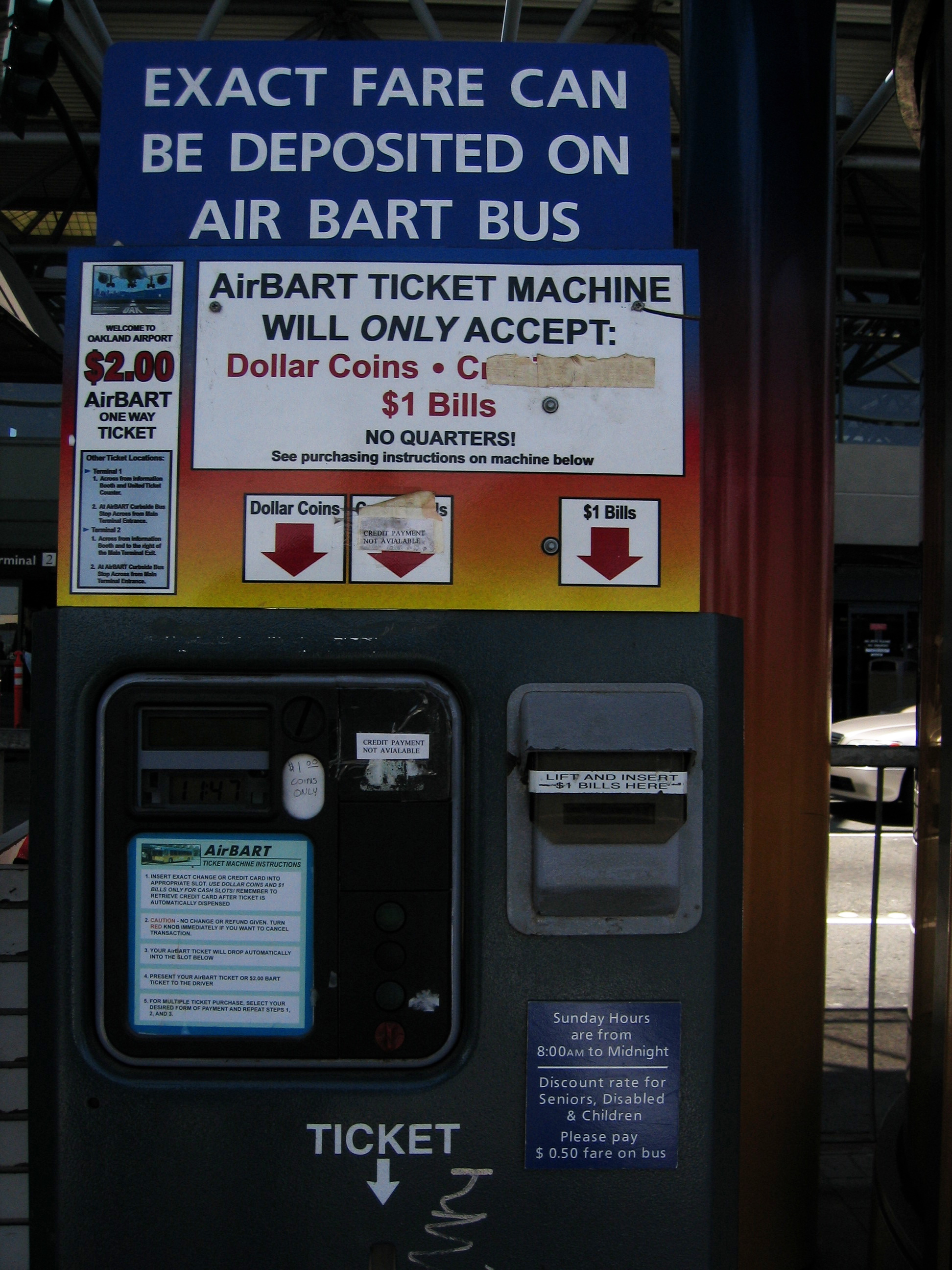
Distributeur de tickets AirBART qui n'accepte que les pièces et les billets d'un dollar.

La pièce reçoit un accueil mitigé de la part des sénateurs du pays. Dans une interview accordée à la chroniqueuse d'Associated Press Suzanne Gamboa, le sénateur républicain Phil Gramm, du Texas, qualifie la pièce de monnaie de « minable ». Gramm, qui est l'un des sénateurs à voter en faveur du projet de loi autorisant cette pièce, loue le design du dollar Sacagawea, qu'il considère comme une amélioration par rapport aux autres modèles de pièces alors en cours de production. Bien qu'il fasse l'éloge du dessin, il condamne l'approche de la Monnaie en matière de commercialisation de la pièce, déclarant que si elle était la Franklin Mint, elle serait « poursuivie en justice pour publicité trompeuse ». Il déclare également qu'il pense que la Monnaie répète les erreurs commises avec le dollar Susan B. Anthony en émettant une pièce adaptée aux demandes de l'industrie des distributeurs automatiques plutôt qu'à celles du consommateur moyen. La sénatrice républicaine du Texas, Kay Bailey Hutchison, critique à la fois le dessin de Sacagawea et la taille de la pièce par rapport aux autres pièces en circulation à l'époque. Elle estime que la nouvelle pièce n'a pas le poids nécessaire pour la distinguer facilement des petites valeurs et que le dollar, ainsi que les autres pièces et monnaies en circulation à l'époque, « ressemble à de l'argent de jeu ». Les sénateurs Mike DeWine, de l'Ohio et Byron Dorgan du Dakota du Nord, respectivement républicain et démocrate, font eux l'éloge du dessin et de la particularité de la couleur dorée.
La série s'avère impopulaire dans le commerce au quotidien. Le tirage chute de 90 % l'année suivante. De 2002 à 2008, les dollars Sacagawea ne sont frappés que pour la vente aux collectionneurs. La Federal Reserve Bank ne commande aucun dollar de la série Native American après leur émission à partir de 2009. En décembre 2009, un fonctionnaire de la Réserve fédérale indique qu'il y a 857 millions de pièces d'un dollar — y compris les dollars présidentiels — dans les coffres du gouvernement, une quantité estimée suffisante pour satisfaire la demande pendant douze ans. En 2009, les pièces sont remises en circulation avec l'introduction des motifs amérindiens pour le revers ; cependant, elles se révèlent à nouveau impopulaires dans le commerce et, à la suite de l'émission de 2011, le secrétaire au Trésor Timothy Geithner annonce que toute la production future de pièces d'un dollar sera réservée à des fins numismatiques.
Malgré leur impopularité aux États-Unis, les pièces s'avèrent utilisées dans le commerce au Salvador et en Équateur, des pays qui utilisent le dollar américain.

## Valeur numismatique
Le dollar Sacagawea n'a pas connu une très bonne progression en termes de valeur, bien qu'il soit possible d'en trouver quelques-uns dont la valeur est légèrement supérieure à la valeur faciale. Les pièces ayant circulé n'ont que leur valeur faciale, les « neuves » peuvent avoir une valeur supérieure, allant de 1,5 dollar à 7 dollars selon l'état de la pièce — l'évaluation allant de MS-60 à MS-70. Les pièces ayant une particularité peuvent avoir une valeur beaucoup plus importante.

### Dollar Cheerios 2000-P
Le dollar Cheerios est une pièce de monnaie particulière qui a été émise uniquement dans des boîtes de Cheerios. Lors de la première promotion du dollar Sacagawea, la Monnaie des États-Unis s'associe à General Mills pour mettre 5 500 pièces dans des boîtes de céréales afin de promouvoir les nouvelles pièces. Il est découvert par la suite que certaines de ces pièces sont différentes des autres. Seul un petit nombre de ces dollars "Cheerios" est retrouvé. Le revers du dollar Sacagawea est orné d'un aigle, tandis que l'aigle du dollar Cheerios présente des détails différents au niveau des plumes de la queue,. En avril 2020, une pièce d'un dollar Cheerios classée MS68 se vend 10 200 dollars.

### Dollar Goodacre 2000-P
Le dollar Goodacre, du nom de la créatrice de l'avers, Glenna Goodacre, est un autre dollar Sacagawea rare et précieux. L'artiste est payée 5 000 dollars, en pièces d'un dollar, celles-ci sont frappées sur des flans spéciaux,. Depuis lors, certaines de ces pièces sont évaluées et vendues dans des coffrets PCGS. Le 24 avril 2013, un exemplaire Goodacre est vendu 5 288 dollars.

### DollarWounded Eagle2000-P
La variété Wounded Eagle (aigle blessé) de la pièce d'un dollar Sacagawea est le résultat d'une rainure, due à un défaut de la matrice, qui donne l'impression qu'une lance ou une flèche transperce la poitrine de l'aigle du revers. Moins de 300 exemplaires sont certifiés par PCGS, la majorité d'entre eux étant classés MS-64 à 66. En septembre 2017, un spécimen de pièce Wounded Eagle classé MS-68 s'est vendu pour 5 160 dollars.

### Dollar Sacagawea 2007 avec lettrage sur tranche
C'est la pièce la plus rare, avec un seul exemplaire connu. Elle comporte sur sa tranche le lettrage normalement réservé aux dollars présidentiels. En mars 2007, PCGS annonce une récompense de 10 000 dollars pour la première personne qui soumettrait à l'évaluation un dollar Sacagawea avec le lettrage de la tranche de la série présidentielle. L'exemplaire est vendu pour la somme de 17 161,10 dollars le 15 juillet 2012.